# Classe Vasco da Gama
A classe Vasco da Gama (MEKO 200PN) é uma classe de fragatas de concepção alemã dos estaleiros Blohm + Voss, utilizadas pela Marinha Portuguesa.
O projeto para a construção de três fragatas desta classe foi autorizado pelo governo português em 1985, cinco anos depois do pedido das Forças Armadas para a aquisição de três novas fragatas e da conceção deste mesmo projeto.

## Modernização (Mid-life Upgrade)
Atualmente as três fragatas já se encontram equipadas com novos sistemas de comunicações e de controlo. Com a possível modernização das fragatas desta classe encontra-se incluídas as seguintes alterações:
- Montagem de novos mísseis ESSM (Evolved Sea Sparrow Missile);
- Modernização do sistema CIWS, Phalanx, ou em opção, um sistema RAM/SEARAM, com a mesma função mas utilizando mísseis;
- Novos mísseis Harpoon - com sistema de navegação por GPS, e possibilidade de ataque a alvos em terra.

## Navios
| Número de amura | Nome               | Comissão | Estado |  |
| --------------- | ------------------ | -------- | --- |  |
| F 330           | NRP Vasco da Gama  | 1991     | Encostada e Desarmada desde 2017 Em 2024 a fragata encontra-se em trabalhos de modernização no Arsenal do Alfeite. |  |
| F 331           | NRP Álvares Cabral | 1991     | Em serviço |  |
| F 332           | NRP Corte Real     | 1991     | Em serviço |  |